# 독립 교회
독립 교회(獨立敎會, 그리스어: αὐτοκεφαλία)는 수석 주교가 서열상 더 높은 주교에게 보고하지 않는 교회의 지휘 형태를 말한다. 일반적으로 동방 정교회와 오리엔트 정교회 등에서 채택하고 있다.

## 개요
어떤 관구에 속해 있는 지역 교회가 교계제도상으로는 여전히 교회의 일치를 유지한 상태에서 독립해서 총대주교나 대주교 등 그 지역 교회의 수석 주교가 세계 공의회나 본래 속해 있던 수석 주교로부터 부여받는 지위이다. 가령 키프로스 정교회는 에페소 공의회 규범 8조에 따라 독립 교회 지위를 부여받았으며, 키프로스의 관구 대주교는 다른 동방 정교회들과 계속 일치를 유지한 상태에서도 어떤 상급 주교에게도 속해 있지 않게 되었다.
누가 독립 교회 지위를 허용할 수 있는지에 대한 문제는 여전히 논쟁 중에 있다. 특히 아메리카 정교회는 1970년에 러시아 정교회로부터 독립 교회 지위를 부여받았지만, 대다수 총대주교청들에서는 이를 승인하지 않았다. 1917년 3월 25일 러시아 황제 니콜라이 2세가 퇴위하자 조지아의 주교들은 단독으로 조지아 정교회의 독립 교회 지위를 회복했다. 조지아 정교회는 동방 정교회의 다른 교회들과 완전한 상통관계에 있다. 조지아 정교회의 독립 교회 지위는 1990년 이래 콘스탄티노폴리스 총대주교청을 비롯하여 다른 정교회 지체들의 인정을 받았다. 러시아 정교회는 어느 교회든 자체적으로 능력이 충분하다면 누구나 자체적으로 독립 교회가 될 수 있는 권리가 있다고 주장하는 반면에 콘스탄티노폴리스는 어머니 교회이자 동등한 가운데 첫 번째 자격으로서 독립 교회 판단 여부는 전적으로 세계 공의회에 달려 있다고 주장한다.
독립 교회보다 한 단계 낮은 위치는 자치 교회이다. 자치 교회의 수석 주교는 자체적인 주교회의에서 선출된 관구 대주교나 수도 대주교이며 선출 후 어머니 교회의 총대주교에 의해 임명되지만, 수석 주교 임명을 제외한 나머지는 모두 자치적으로 행동할 수 있다.

## 독립 교회 명단
- 콘스탄티노폴리스 총대주교청 (세계 총대주교)
- 알렉산드리아 그리스 정교회 (알렉산드리아 총대주교)
- 안티오키아 그리스 정교회 (안티오키아 총대주교)
- 예루살렘 그리스 정교회 (예루살렘 총대주교)
- 러시아 정교회 (모스크바 총대주교)
- 세르비아 정교회 (세르비아 총대주교)
- 루마니아 정교회 (루마니아 총대주교)
- 불가리아 정교회 (불가리아 총대주교)
- 조지아 정교회 (조지아 총대주교)
- 키프로스 정교회
- 그리스 정교회
- 폴란드 정교회
- 알바니아 정교회
- 체코슬로바키아 정교회
- 우크라이나 정교회
- 아메리카 정교회 (보편적으로 인정받지 못함)

## 가톨릭의 독립 교회
가톨릭권에서 독립 가톨릭교회를 가리켜 독립 교회라 부르기도 하지만, 정교회의 독립 교회와는 지위나 의미가 다른 용어이다.

## 같이 보기
- 자치 교회
- 주교제